# Acacia petrensis
Acacia petrensis é uma espécie de leguminosa do gênero Acacia, pertencente à família Fabaceae.